# Stefan Schmidt (Politiker)

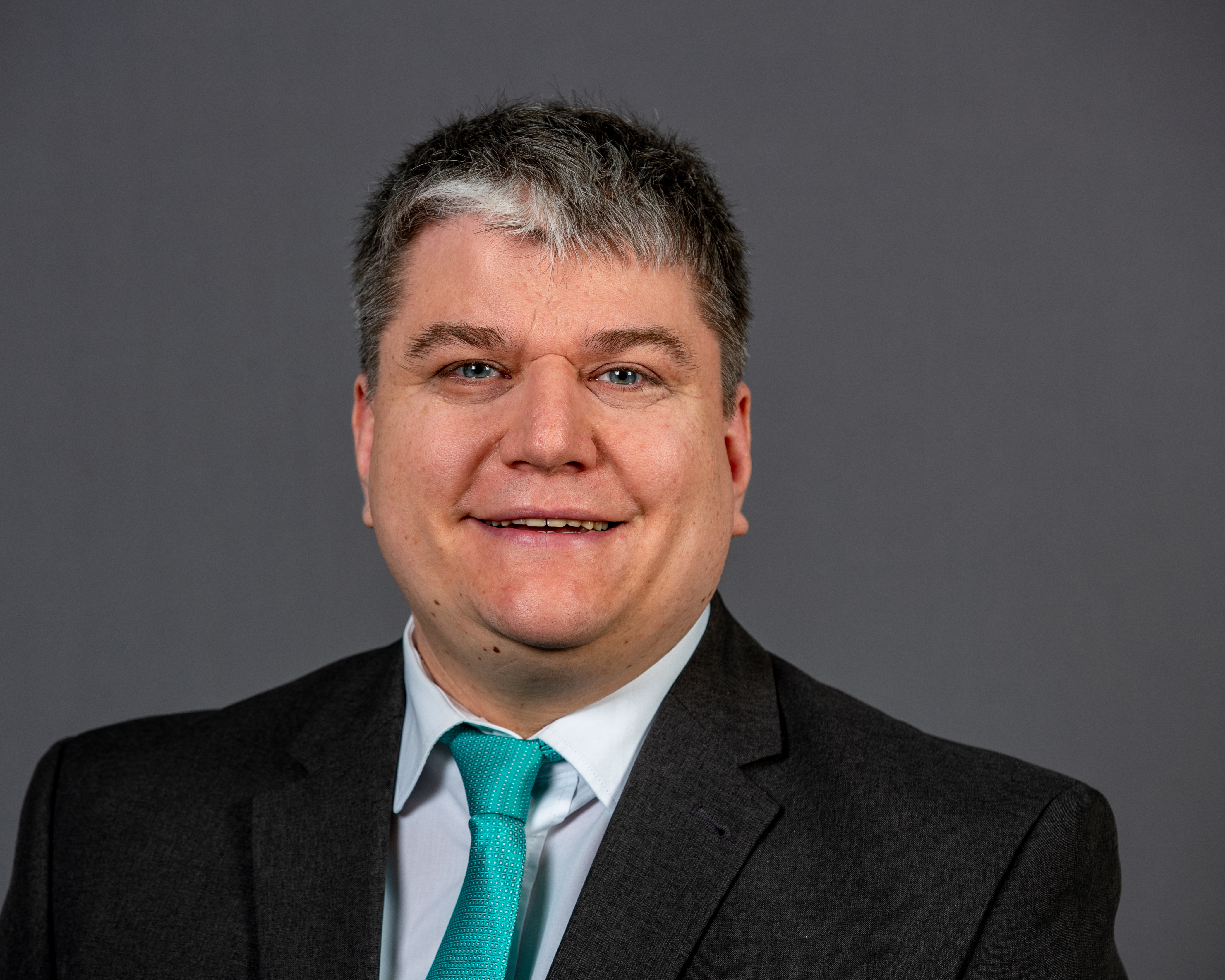
Stefan Schmidt (2020)

Stefan Schmidt (* 19. Mai 1981 in Freystadt) ist ein deutscher Politiker (Bündnis 90/Die Grünen) und Lehrer. Er gehört seit 2017, der 19. Wahlperiode, dem Deutschen Bundestag an.

## Leben
Schmidt wuchs im oberpfälzischen Freystadt, nach dem Abitur studierte er Lehramt an der Universität Regensburg. Er ist ausgebildeter Hauptschullehrer mit Schwerpunkt politischer Bildung. Von 2007 bis 2013 arbeitete er dort als wissenschaftlicher Angestellter. Weiterhin war er ab 2009 wissenschaftlicher Mitarbeiter des Bundestagsabgeordneten Thomas Gambke; ab 2013 war er zusätzlich bei der Bundestagsabgeordneten Doris Wagner beschäftigt. Er ist verheiratet und hat einen Sohn.

## Partei und Politik
Schmidt ist seit 2002 Mitglied von Bündnis 90/Die Grünen und war von 2007 bis 2021 Bezirksvorsitzender des Parteibezirks Oberpfalz. Bei der Bundestagswahl 2017 sowie bei der Bundestagswahl 2021 zog er über Listenplatz 10 für Bündnis 90/Die Grünen in den Bundestag ein.
Schmidt ist ordentliches Mitglied in dem Finanzausschuss und im Ausschuss für Tourismus. Zudem ist er in dieser Legislaturperiode Sprecher für Tourismuspolitik der Bundestagsfraktion Bündnis 90/Die Grünen. Darüber hinaus ist Schmidt stellvertretendes Mitglied im Ausschuss für Ernährung und Landwirtschaft, sowie im Ausschuss für Umwelt, Naturschutz, nukleare Sicherheit und Verbraucherschutz.
Bei der Bundestagswahl 2025 kandidierte er im Bundestagswahlkreis Regensburg sowie auf der Landesliste Bayern von Bündnis 90/Die Grünen. Er erreichte mit 13,1 Prozent der Erststimmen nur den dritten Platz im Wahlkreis, zog aber über die Landesliste in den 21. Deutschen Bundestag ein.
Er ist in der 21. Wahlperiode Mitglied in den Ausschüssen für Tourismus, für Finanzen und stellvertretendes Mitglied in den Ausschüssen für Landwirtschaft, Ernährung und Heimat sowie für Recht und Verbraucherschutz.